# کنزینگتن گاردنز، استرالیای جنوبی
کنزینگتن گاردنز (به انگلیسی: Kensington Gardens) یک حومه شهر در استرالیا است که در City of Burnside واقع شده‌است.